# Johann Balthasar Christian Freislich
Johann Balthasar Christian Freislich (également Freißlich ou Fraißlich), baptisé le 30 mars 1687 à Immelborn près de Bad Salzungen et mort le 17 avril 1764 à Dantzig, est un compositeur et organiste. 

## Biographie
Johann Balthasar Christian Freislich est baptisé le 30 mars 1687 à Immelborn.
En 1719 ou 1720, il devient directeur de la Hofkapelle de Sondershausen, où il écrit une Passion de Saint Matthieu (jouée en 1720 à Saint Jean de Dantzig), un cycle de cantates et un court opéra. Il est envoyé à Dresde pour un an par son employeur, le prince Günther Schwarzburg. Il se rend à Dantzig vers 1730 et en 1731, à la mort de son demi-frère Maximilian Dietrich Freislich (de), il devient Kapellmeister à St Mary, restant à ce poste jusqu'à la fin de sa vie.

## Œuvres
En tant que compositeur prolifique et maître de chapelle compétent, Freisslich a joué un rôle important dans la vie culturelle de la ville. Beaucoup de ses compositions ont été liées à des anniversaires importants, comme le 300e anniversaire de la libération de la ville des Chevaliers Teutoniques, le 100e anniversaire de la Paix d'Oliva, et d'autres au Gymnasium Dantiscanum.